# Закон убывающей доходности
Зако́н убыва́ющей дохо́дности, или убыва́ющей отда́чи — экономический закон, гласящий, что увеличение одного из факторов производства (земля, труд, капитал) сверх определённых значений обеспечивает прирост дохода (результата) на всё меньшую величину, то есть темп увеличения дохода (результата) меньше темпа увеличения производственного фактора.
Закон убывающей доходности определяет взаимосвязи между затратами в производстве и выпуском продукции. Иначе говоря, закон убывающей доходности отражает связь между выпуском дополнительной продукции и изменением одного фактора производства при неизменном объёме других факторов.

## Смысл закона
Объяснение смысла закона убывающей доходности может быть таким: дополнительно применяемые затраты одного фактора (труда) сочетаются с неизменным количеством другого фактора (земли). Следовательно, новые дополнительные затраты дают всё меньший объём дополнительной продукции.
К примеру, у вас есть офис, в котором работают клерки. Со временем, если увеличивать количество клерков, не увеличивая размер помещения, они будут мешаться под ногами друг у друга и, возможно, затраты будут превышать доходы.

## Изменение факторов

### Одного
Закон убывающей доходности действителен только при изменении одного фактора (или нескольких факторов) производства и неизменности остальных.
Допустим, что количество труда изменяется, количество земли ― постоянно.
| Количество труда | Объем производимого продукта | Дополнительная продукция как результат увеличения количества трудов |
| ---------------- | ---------------------------- | ------------------------------------------------------------------- |
| 2                | 400                          | 400                                                                 |
| 4                | 600                          | 200                                                                 |
| 6                | 640                          | 40                                                                  |
| 8                | 660                          | 20                                                                  |
| 10               | 670                          | 10                                                                  |

### Всех
При увеличении всех производственных факторов происходит увеличение масштаба производства.